# Antoni Constantí Bages
Antoni Constantí Bages (Reus, 1858 - Barcelona, segle XX) va ser un metge militar català.
Estudià la carrera de Medicina i Cirurgia a la Universitat de Barcelona on es llicencià el 1880. Guanyà oposicions per entrar al cos de sanitat militar, i treballà de metge militar al Quarter de cavalleria de Reus, on va viure amb la seva dona Martina Castells, també metgessa, que treballà amb ell a l'hospital militar i a l'Institut Pere Mata, el manicomi de Reus. Quan aquesta va morir amb 31 anys, a causa d'una nefritis durant el seu embaràs, va ser destinat a Barcelona, i el 1896 a l'illa de Cuba, on prestà servei com a metge en línies d'avançada. Fins al 1898 va actuar en diverses batalles durant la Guerra de Cuba, i va ser nomenat sotsinspector mèdic del Cos de sanitat Militar. Pels seus mèrits, va obtenir la Creu del Mèrit Militar. Acabada la guerra, tornà a Barcelona, on el 1909 tenia el grau de comandant metge.